# عرض أول

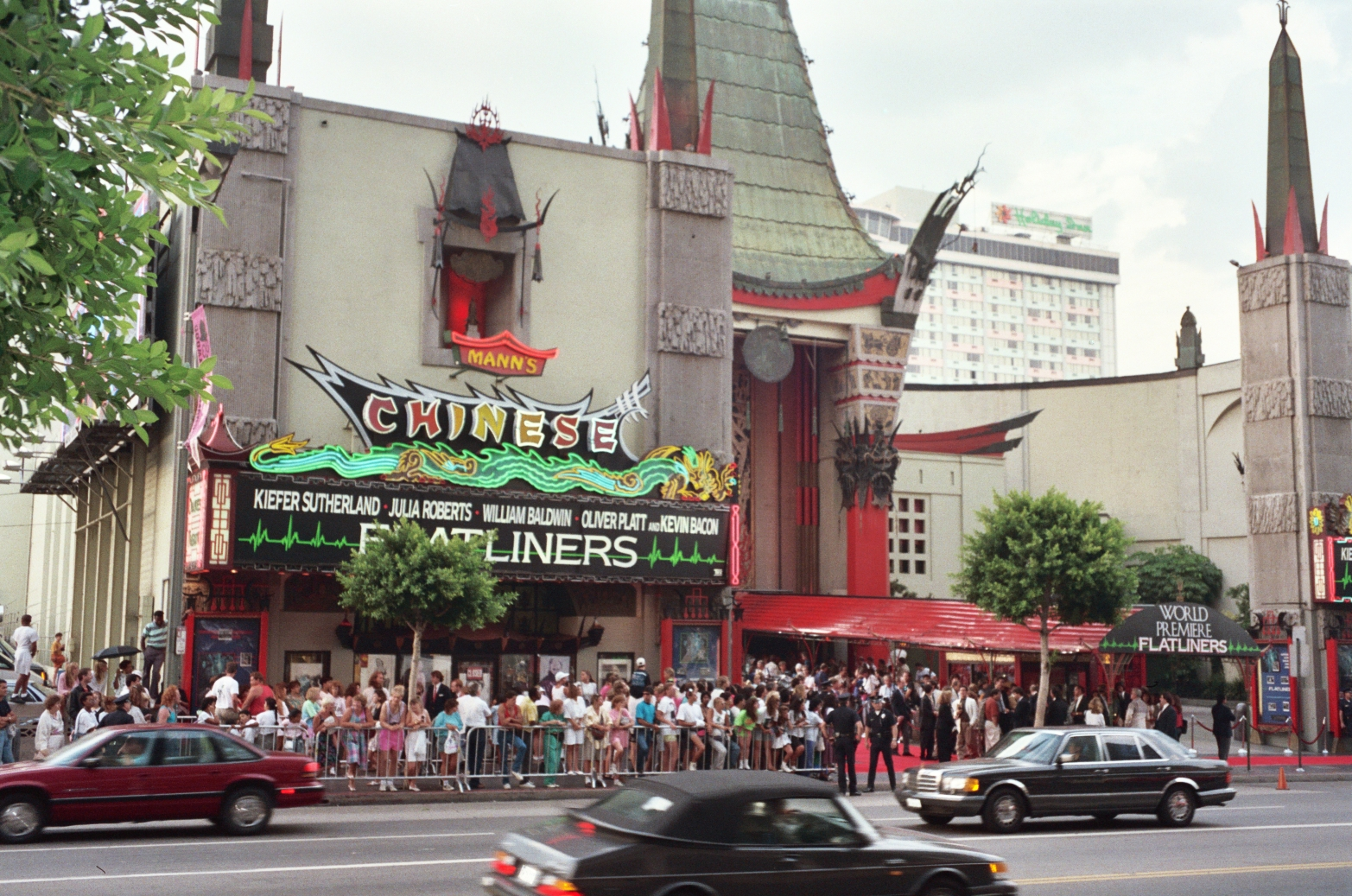
العرض الأول لفيلم فلاتلينرز, بمسرح غرومان الصيني, هوليوود,1990

يعرف العرض الأول بأنه الظهور الأول (أول عرض عام) لـمسرحية ، فيلم، رقصة، أو قطعة موسيقية.
عادة ما يكون للعمل العديد من العروض: عرض عالمي (المرة الأولى لظهوره في أي مكان في العالم) وعرضه الأول في كل دولة. وعندما ينشأ العمل  في دولة تتحدث لغة أخرى غير اللغة التي تتلقى أول عرض محلي أو عالمي، فمن الممكن أن يحظى العمل بعرضين في نفس الدولة — على سبيل المثال، مسرحية  The Maids الخادمات، التي تعود للكاتب المسرحي جان جينيه تلقت عرضها البريطاني الأول (والذي كان أيضا أول عرضها العالمي) في عام 1952، وكانت تعرض باللغة الفرنسية. وبعد أربع سنوات، تم تنظيمها مرة أخرى، ولكن تم عرضها هذه المرة باللغة الإنجليزية، والتي كان أول عرض لها باللغة الإنجليزية في بريطانيا.

## أصل الكلمة
نسب رايموند بيتس فكرة العرض الأول للأفلام إلى سيد غرومان, الذي أسس مسرح غرومان الصينيe